# Xã Jennings, Quận Scott, Indiana
Xã Jennings (tiếng Anh: Jennings Township) là một xã thuộc quận Scott, tiểu bang Indiana, Hoa Kỳ. Năm 2010, dân số của xã này là 6.633 người.